# Transmisión de mando e investidura presidencial de Dina Boluarte
La Transmisión de mando e investidura presidencial de Dina Boluarte como presidenta del Perú se refiere a la transición presidencial por línea de sucesión constitucional realizada entre el saliente gobierno de Pedro Castillo y el entrante gobierno de Dina Boluarte, el cual se desarrolló el 7 de diciembre de 2022 ante la aprobación del proceso de vacancia contra Castillo y el fallido intento de autogolpe que el entonces presidente había realizado ese mismo día.

## Contexto
El Perú se encontraba en medio de una crisis política entre el ejecutivo y el parlamento, Castillo ya había logrado salir ileso a dos procesos de mociones de vacancia, pero ante la tercera moción y la posibilidad de llegar a los votos necesarios para la destitución tras las declaraciones de Salatiel Marrufo que lo involucraban en actos de corrupción, Castillo decidió dar un autogolpe de Estado televisado a nivel nacional, en donde declaraba entre varias cosas la disolución del Congreso, un toque de queda en todo el país y el inicio de un proceso constituyente para la redacción de una nueva constitución que sustituyese a la carta magna de 1993.

### Posición política de Boluarte
La postura política de Boluarte desde el inicio de la presidencia de Castillo ha variado mucho, el gobierno entrante era abiertamente de tendencias de izquierdas y la misma Boluarte llegó a decir el 7 de diciembre de 2021 que «si al presidente Pedro Castillo lo vacan, yo me voy con él». Ya luego del intento de autogolpe y la posterior proclamación de Boluarte como presidente, la nueva presidente se reunió con miembros de diversas bancadas como Fuerza Popular, Cambio Democrático-Juntos por el Perú, Avanza País, Somos Perú y Perú Bicentenario (este último formado de disidentes de Perú Libre).

Aunque se distanció de la posición izquierdista de Castillo debido a un desacuerdo con Vladimir Cerrón, líder de Perú Libre, varios diarios extranjeros como CNN en español, El País, El Periódico de Catalunya, The New York Times, entre otros, la siguen considerando de izquierda. Con respecto a su distanciamiento, Boluarte declaró a la revista Caretas:
Como miles de peruanos y peruanas, soy de izquierda, pero de izquierda democrática, no totalitaria, ni sectaria que permite la divergencia y la crítica y donde no hay líderes infalibles ni intocables.

## Proclamación
Dina Boluarte fue proclamada presidenta del Perú a las 15:00 hora peruana, dentro del Congreso de la República del Perú. José Williams, presidente del Congreso que Castillo había intentado disolver, le impuso la banda presidencial, según el ceremonial de transmisión de mando.
Boluarte en su discurso de inauguración pidió una «tregua política» con la oposición, hizo uso de un lenguaje inclusivo, e hizo hincapié en su origen humilde en su natal Apurímac y pidió un «un gabinete de todas las sangres».

### Relación de Boluarte con Castillo

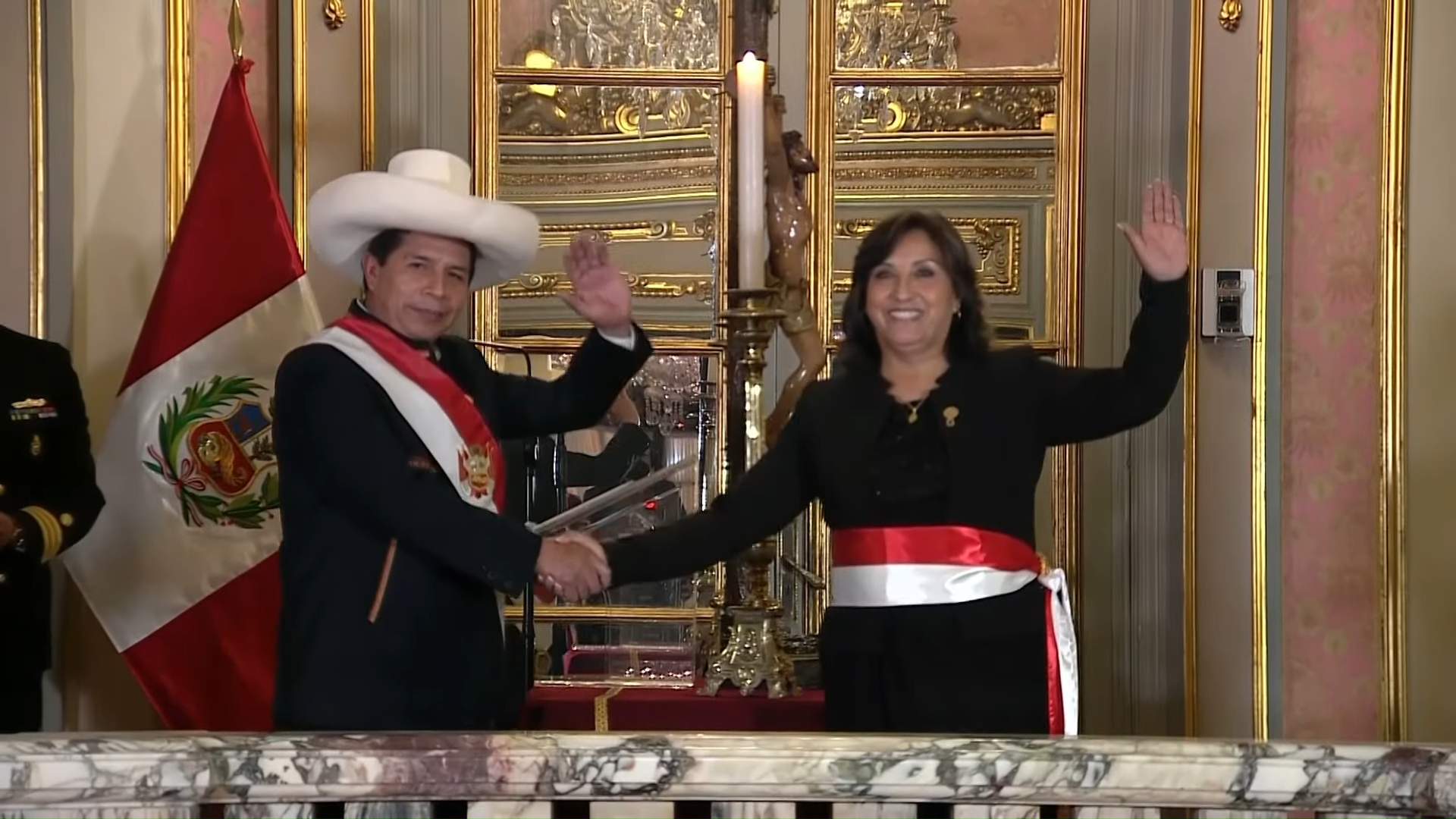
El presidente Castillo y la vicepresidenta Boluarte, en 2021.

Dina Boluarte, que hasta ese momento se encontraba ejerciendo el cargo de vicepresidenta del Perú y hasta noviembre de ese mismo año como ministra de Desarrollo e Inclusión Social del Perú del gobierno de Pedro Castillo; se había alejado del entorno presidencial.
Durante los sucesos del intento de autogolpe de Estado propiciado por Castillo, Boluarte publicó en su cuenta oficial de Twitter:

Rechazo la decisión de Pedro Castillo de perpetrar el quiebre del orden constitucional con el cierre del Congreso. Se trata de un golpe de Estado que agrava la crisis política e institucional que la sociedad peruana tendrá que superar con estricto apego a la ley.